# Bonaventura Borràs i de Bofarull
Bonaventura Borràs i de Bofarull (Reus, 1783 - Montevideo, ?) va ser un monjo de Poblet, després secularitzat i convertit en comerciant, germà de Josep Borràs i de Bofarull i de Francesc de Paula Borràs.
Eduard Toda, en uns articles a la Revista del Centre de Lectura, en parla. Als quinze anys, per imposició familiar ingressà al monestir de Poblet i després dels estudis de teologia i filosofia a Cervera, professà el 1798 i s'integrà a la comunitat. Nomenat Lector, participà en les discussions entre els monjos sobre qui hauria de ser el nou pare Abat i es decantà pel Pare mestre fra Antoni Mas, partidari de les renovacions a la comunitat, l'any 1800. La invasió napoleònica va provocar la marxa dels monjos del Monestir, i Bonaventura Borràs se n'anà a Amèrica del Sud, on va intervindre en el moviment d'independència de la Província de Buenos Aires, on va participar, sembla, a la Revolució de Maig. No se'n saben més notícies fins al 1828, quan arriba a Barcelona portador d'una missió de les Províncies Unides del Riu de la Plata per al govern espanyol. Les autoritats no van creure en les seves credencials i donaren ordre de detenir el frare reusenc. Assabentat d'això, va marxar a Reus a casa del seu germà Francesc, però no sentint-se segur, va fer cap al Monestir de Poblet. Es presentà a l'abat, que en aquell moment era Josep Queralt, però aquest no volgué escoltar-lo. Anà a Tarragona a veure el bisbe, que comprovà que no estava encara secularitzat, tot i que ho havia demanat. El bisbe amonestà l'abat i el comminà a que rebés el frare. Al negar-s'hi per segon cop tornà a marxar a Amèrica del Sud i s'instal·la a Montevideo. El 1841 era a l'Uruguai, havia penjat els hàbits i s'havia casat i instal·lat com a comerciant. Al cap de deu anys perdé la fortuna a causa de la Guerra Gran, quedà vidu i regentà una rectoria en un poble dels voltants de Montevideo, on va morir en data indeterminada.